# Rosița - Loznița
Rosița - Loznița este o arie protejată (arie specială de conservare — SAC, sit de importanță comunitară — SCI) din Bulgaria întinsă pe o suprafață de 1.811,98 ha, integral pe uscat.

## Localizare
Centrul sitului Rosița - Loznița este situat la coordonatele 43°57′05″N 27°54′00″E / 43.9514°N 27.9001°E.

## Înființare
Situl Rosița - Loznița a fost declarat sit de importanță comunitară în martie 2007 pentru a proteja 13 specii de animale. Situl a fost protejat și ca arie specială de conservare în martie 2021.

## Biodiversitate
Situată în ecoregiunea continentală, aria protejată conține 8 habitate naturale: Tufărișuri subcontinentale peripanonice, Tufișuri caducifoliate ponto-sarmatice, Pajiști carstice calcaroase sau bazofile, de Alysso-Sedion albi, Pajiști uscate seminaturale și facies de acoperire cu tufișuri pe substraturi calcaroase (Festuco-Brometalia) (* situri importante pentru orhidee), Stepe ponto-sarmatice, Păduri panonice cu Quercus pubescens, Păduri panonice-balcanice de stejar turcesc - stejar sesil, Păduri de tei argintiu moezice.
La baza desemnării sitului se află mai multe specii protejate:
- mamifere (5): lupul (Canis lupus), hamster românesc (Mesocricetus newtoni), dihor de stepă (Mustela eversmanii), popândău (Spermophilus citellus), dihor pătat (Vormela peregusna)
- nevertebrate (5): croitorul mare al stejarului (Cerambyx cerdo), Euplagia quadripunctaria, rădașcă (Lucanus cervus), croitorul cenușiu al stejarului (Morimus funereus), Rosalia alpina
- reptile (3): Elaphe sauromates, Testudo graeca, țestoasă bănățeană (Testudo hermanni)

Pe lângă speciile protejate, pe teritoriul sitului au mai fost identificate 2 specii de plante, 1 specie de amfibieni, 6 specii de mamifere, 5 specii de nevertebrate, 6 specii de reptile.